# Horst Hammen
Horst Hammen (* 6. März 1955 in Simmern/Hunsrück) ist ein deutscher Jurist und war Professor für Bürgerliches Recht, Handels- und Wirtschaftsrecht, Deutsches und Europäisches Bank- und Kapitalmarktrecht an der Justus-Liebig-Universität Gießen.

## Leben und Wirken
Horst Hammen studierte Rechtswissenschaft an der Philipps-Universität Marburg. Nach seinem Ersten Staatsexamen promovierte er 1982 dort bei Ernst Wolf mit dem Thema „Die Bedeutung Friedrich Carl v[on] Savignys für die allgemeinen dogmatischen Grundlagen des deutschen Bürgerlichen Gesetzbuches“.
Nach seinem Zweiten Staatsexamen war er an der Johannes Gutenberg-Universität Mainz fünf Jahre Hochschulassistent bei Walther Hadding und habilitierte sich 1993 dort. Seine Habilitationsschrift befasste sich mit „Die Gattungshandlungsschulden : Inhalt der Schuld, Haftung und Haftungsbeschränkung bei fehlerhafter Leistung, dargestellt am Beispiel der Arbeitspflicht eines Arbeitnehmers und der Pflichten eines Vermögensverwalters“.
Nachdem er von März bis Oktober 1994 kurzzeitig Professor für Zivilrecht an der TU Dresden war, wurde er ab November 1994 auf eine Professur an der Justus-Liebig-Universität Gießen berufen, wo er bis März 2021 Bürgerliches Recht, Handels- und Wirtschaftsrecht, sowie Deutsches und Europäisches Bank- und Kapitalmarktrecht lehrte.
Im Jahr 2002 gab Hammen eine Stellungnahme als Sachverständiger vor dem deutschen Bundestag im Rahmen einer Anhörung zum Entwurf eines Gesetzes zur weiteren Fortentwicklung des Finanzplatzes Deutschland (Viertes Finanzmarktförderungsgesetz) ab.
Seit 2009 besteht zwischen der Justus-Liebig-Universität Gießen und der Ajou University im südkoreanischen Suwon eine Partnerschaft, für die Hammen für die Gießener Seite als Partnerschaftsbeauftragter benannt ist.
Mit Ablauf des 31. März 2021 ist Professor Hammen in den Ruhestand getreten.

## Sonstiges
Hammen ist Mitglied der Deutsch-Koreanischen Juristischen Gesellschaft e. V. und einer ihrer Vizepräsidenten.

## Publikationen (Auswahl)
- Börsenerlaubnis, Anteilseignerkontrolle und Niederlassungsfreiheit bei der Fusion von Börsenorganisationen : das Projekt Gamma, Frankfurt, M. : PL Acad. Research, 2013, ISBN 978-3-631-62654-2
- Börsen und multilaterale Handelssysteme im Wettbewerb : eine wirtschaftsrechtliche Analyse, Frankfurt, M. ; Berlin ; Bern ; Bruxelles ; New York, NY ; Oxford ; Wien : Lang, 2011, ISBN 978-3-631-61497-6
- Hammen, Horst; Bressler, Stefan; Lösler, Thomas: Insiderrecht, Compliance : Sonderdruck aus dem Loseblattwerk "Bankrecht und Bankpraxis", Köln : Bank-Verl. 2009, ISBN 978-3-86556-192-3